# Деніел Клоуз
Деніел Гіллеспі Клоуз — американський художник та сценарист коміксів, ілюстратор, графічний дизайнер, сценарист фільмів. Відомий за своєю особистою антологією Eightball. Збірка складається з великої кількості коротких, часто односторінкових робіт, уривків більш довгих сюжетів, котрі потім об'єднувалися у перевиданнях, таких як «Примарний світ», «Девід Борінґ» та ін.. Ілюстрації Клоуза публікували журнали «Нью-Йоркер», Vogue, «Ньюсвік». Разом з режисером Террі Цвігоффом адаптував свої історії «Примарний світ» та «Реклама для генія» з Eightball у повнометражні стрічки.

## Початок кар'єри
Деніел познайомився з коміксами у віці чотирьох років. Це був емоційний епізод, Деніел почав плакати та битися головою об стіну, коли побачив обкладинку коміксу Strange Adventures, що зображала померлу від жахливої спеки родину. Пізніше отримав від старшого брата купу класичних коміксів Archie та «Фантастичної четвірки», а також познайомився з доробком легендарного митця Роберта Крамба (R. Crumb), важливої постаті у жанрі альтернативного коміксу.
Дебютував Клоуз у журналі Cracked, що з'явився на хвилі популярності гумористичного журналу MAD та інтересу видавців до гострого сатиричного контенту. Разом з Мортом Тоддом створив комікс The Uggly Family.
У 1985 році Клоуз створює свого першого самобутнього персонажа — Ллойда Ллевелліна (LLLL). Чорно-білу серію про нього надрукувало культове видавництво Fantagraphics Books.

## Eightball, 1989–2004
Eightball — один з найвідоміших на Заході циклів Клоуза. Формат коміксу досить оригінальний — це суміш як коротких, гострих історій, тирад, спостережень, так і довгих, цілісних або з продовженням. Схожий на альманах, коміксове вар'єте. Під вивіскою Eightball вийшли найвідоміші довгі історії автора, деякі перевидані окремо та екранізовані: Примарний світ (Ghost World), Art School Confidential, David Boring, The Sensual Santa, Ice Haven, The Death-Ray та інші.

## Плагіат Шайі Лабафа
Один з коротких коміксів Клоуза сплагіатив актор Шая Лабаф у своїй короткометражці “Howard Cantour.com”, прем'єра якої відбулася у Каннах. Виник скандал, але актор не відразу вибачився, заявивши: «Авторство — це цензура». За словами Деніела Клоуза, він так і не зміг зрозуміти, що коїлося у голові зірки, що один в один без посилання на автора адаптувала його комікс у короткий метр.